# Guerau V d'Armanyac
Guerau de Lomanha V d'Armanyac, mort el 1219, comte d'Armanyac incloent l'antic comtat de Fezensac, de 1215 a 1219, fou fill de Bernat de Loamnha antic hereu d'Armanyac, vescomte de Fesenzaguet, i de Geraldesa (o Geralda) de Foix.
Certs historiadors i genealogistes, incloent-hi el cèlebre pare Anselme de Sainte-Marie, el confonen amb Guerau IV d'Armanyac anomenat també Guerau IV Trancalleó, comte d'Armanyac i de Fesenzac. És per aquesta raó que el seu nebot, Guerau VI que va esdevenir vescomte de la casa de Lomanha és a vegades numerat com Guerau V, en lloc de Guerau VI.
El 1182, el seu besoncle el comte Bernat IV d'Armanyac, sense hereu, va donar al seu nebot Bernat de Lomanha, el pare de Guerau V, el vescomtat de Fesenzaguet, i el va instituir hereu en cas de morir sense fills. Però Guerau IV Trancalleó va néixer en els anys següents. Finalment el 1215 Guerau IV Trancalleó va morir, sense fills, i Guerau V, fill de Bernat, va esdevenir llavors comte d'Armanyac amb el Fezensac, cedint el vescomtat del Fesenzaguet que havia heretat del seu pare, al seu germà Roger de Fesenzaguet (que fou pare del futur comte Guerau VI d'Armanyac)
El 8 de juny de 1215, per evitar el destí del comte Ramon VI de Tolosa, es va reconèixer vassall de Simó IV de Montfort. El 1217, els tolosans es van revoltar contra Simó de Montfort, i Ramond va tornar als seus dominis. Simó va cridar al seu socors a Guerau, que hauria volgut abstenir-se, però no va gosar. Les seves tropes van participar en el setge de la ciutat i van sotmetre el país proper, i l'Illa Jordà va ser posada sota segrest i entregada a Guerau. Simó va morir en el transcurs del setge de Tolosa de Llenguadoc. Amaurí IV de Montfort es va obstinar durant vuit mesos a seguir el setge, sense aconseguir prendre la ciutat i va acabar, per salvar la cara cedint els seus drets a Lluís VIII de França, el fill de Felip II de França que va esdevenir així el senyor feudal de l'Armanyac i del Fesenzac. Va morir poc després.
Va tenir d'una dona de la qual el nom no ha estat retingut per la història, a:
- Pere Guerau († 1241), comte d'Armanyac amb el Fesenzac
- Bernat V († 1245), comte d'Armanyac amb el Fezensac després del seu germà
- Mascarosa I († 1249), comtessa d'Armagnac amb ele Fesenzac, casada amb Arnau II Odó († 1256), vescomte de Lomanha.